# Стоколос Бенекена
Стоколос Бенекена, стоколос Бенекена як Bromopsis benekenii (Bromus benekenii) — вид рослин родини тонконогові (Poaceae), поширений у Європі, західній Азії, заході Північної Африки.

## Опис
Багаторічна трав'яниста рослина (45)70–100(120) см, росте пучками. Стебла прямостійні чи висхідні під гострим кутом. Лігула 1–3 мм завдовжки. Піхви верхніх листків запушені дуже короткими волосками або голі, піхви нижніх листків густо довго-волосисті. Листові пластини пониклі, 10–25 см × 4–12 мм, темно-зелений, злегка шорсткі, голі або запушені; рідко волохаті. Волоть 13–20 см завдовжки, в нижньому вузлі її 2–7 гілочок, найдовша з них рідко досягає 10 см. Нижня квіткова луска 12–13 мм довжиною, до верхівки звужена, з вузьким плівчастим краєм і остюком 7–9 мм завдовжки. Зернівка лінійна, волосиста на верхівці; верхівка м'ясиста.

## Поширення
Поширений у Європі, західній Азії, заході Північної Африки.
В Україні вид зростає в листяних і змішаних лісах — в Лісостепу, Карпатах і гірському Криму досить часто; в Поліссі й пн. ч. Степу зрідка.